# テオ・リンゲン
テオ・リンゲン（Theo Lingen、1903年6月10日 - 1978年11月10日）はドイツの俳優。

## 出演作品
- M
- 怪人マブゼ博士
- ワルツ合戦
- 青い果実
- 歌へ今宵を
- 春のパレード